# SV Chemie Guben
Der SV Chemie Guben 1990 ist ein Sportverein aus Guben im brandenburgischen Landkreis Spree-Neiße. Er ist vor allem durch seine Fußball- und Handballmannschaft bekannt geworden. Zudem hat er eine bekannte Frauenschachmannschaft. Er entstand 1990 aus der zu DDR-Zeiten existierenden BSG Chemie Guben.

## Vorgeschichte

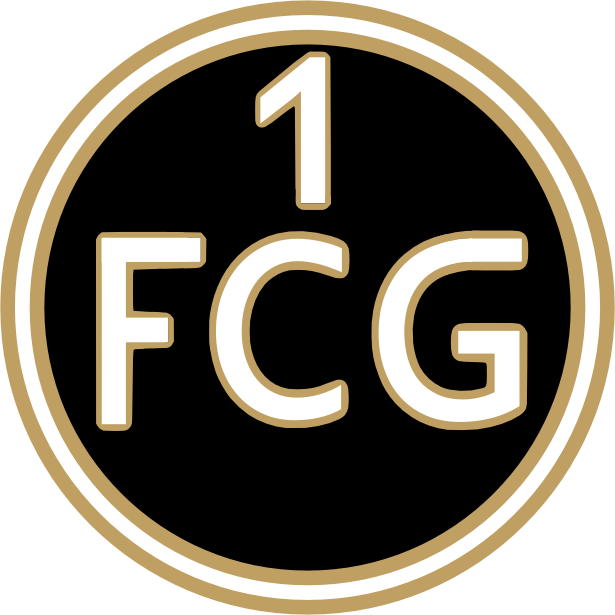
Logo des 1. FC Guben

Der 1. FC Guben wurde 1923 aus der im Jahr 1910 geschaffenen Fußballabteilung des MTV Guben gegründet. Schon Mitte der 1930er Jahre gelang dem 1. FC Guben der Aufstieg in die Gauliga Berlin-Brandenburg. Die damals höchste deutsche Spielklasse mussten die Südbrandenburger nach nur einer Spielzeit gemeinsam mit dem SC Union Oberschöneweide wieder verlassen.

Logo der BSG Chemie Guben

Nach dem Zweiten Weltkrieg wurde der 1. FC Guben im Jahr 1945 aufgelöst und als SG Guben-Mitte neu gegründet. In der Folgezeit standen dem Verein mehrere Umbenennungen bevor. Anfang der 1950er Jahre in KWU Guben sowie Fortschritt Guben umbenannt, erfolgte ab 1961 eine Namensänderung in BSG Chemie Wilhelm-Pieck-Stadt Guben. Auf sportlicher Ebene schafften die Lausitzer gegen die TSG Gröditz in der Aufstiegsrunde 1985/86 den Aufstieg in die DDR-Liga. Die zweithöchste Spielklasse der DDR musste Chemie Guben als abgeschlagener Tabellenletzter nach nur einer Saison wieder verlassen.
1989 gelang Guben eine erfolgreichere Rückkehr in die DDR-Liga. In der ersten Saison konnte ein gesicherter Mittelfeldplatz erkämpft werden. In der Folgesaison wurde hinter dem 1. FC Union Berlin der zweite Platz erreicht, und nur knapp der Aufstieg verpasst.

## Geschichte
Nach der Wende wurde der Verein als SV Chemie Guben 1990 umgegründet. Die Fußballabteilung verließ den Verein 2003. Diese Abteilung fusionierte mit dem ESV Lok Guben zum 1. FC Guben.

## Abteilungen

### Handball

#### Frauen
In der Saison 1990/91 belegte die Frauenhandballmannschaft des SV Chemie Guben hinter dem SV Blau-Weiß Frankfurt den zweiten Platz in der Staffel Nord der DDR-Liga. Da die Frankfurter Mannschaft die Möglichkeit des Aufstiegs nicht wahrnahm, stieg die Mannschaft aus Guben in die Bundesliga auf. In der Saison 1991/92 wurden sie in die Staffel Nord eingeteilt und wurden abgeschlagen Vorletzte, da der TSV Tempelhof-Mariendorf seine Mannschaft nach 13. Spieltagen zurückzog und somit als Tabellenletzter gewertet wird. Der SV Chemie Guben konnte keinen einzigen Punkt in der Saison holen und belegt in der ewigen Tabelle der Bundesliga den letzten Platz hinter dem ebenfalls punktlosen Post SV Karlsruhe.
Nach diesen Abstieg zog sich die Mannschaft des SV Chemie Guben zurück und tritt aktuell in der Verbandsliga an.

#### Männer
Nachdem die Handballmänner des BSG Chemie Guben in die DDR-Liga aufstiegen und die Abteilung zum SV Chemie Gruben wechselte, spielte die Mannschaft als SV Chemie Guben in der letzten Spielzeit der DDR-Liga. Als Tabellen-Achter qualifizierte sich die Mannschaft für die 2. Bundesliga. In der Spielzeit 1991/92 belegte man den elften Platz und musste in der Regionalliga antreten. Nach dem Abstieg aus der 2. Bundesliga stieg die Handballabteilung sofort aus der Regionalliga ab.
In der Oberliga Brandenburg angekommen, verpasste die Mannschaft in der Saison 1993/94 als Zweitplatzierter hinter dem MTV Lok Wünsdorf knapp den direkten Wiederaufstieg in die Regionalliga und nach dem Abstieg aus der Oberliga in der Spielzeit 1997/98 verschwand der SV Chemie Guben aus dem überregionalen Handball. Aktuell spielt die erste Mannschaft des Vereins in der Brandenburgliga.

### Fußball

Logo des 1. FC Guben

In der letzten Spielzeit der DDR-Liga trat die Fußballabteilung des SV Chemie Guben an. In der Saison 1990/91 belegte die Mannschaft hinter dem 1. FC Union Berlin den zweiten Platz. Damit qualifizierte sich die Mannschaft für die Oberliga Nordost und für die Qualifikationsrunden des DFB-Pokal 1991/92.
In der ersten Qualifikation des DFB-Pokals zog der SV Chemie Guben kampflos gegen den PSV Schwerin in die nächste Qualifikationsrunde ein. Dort traf man auf den Bischofswerdaer FV 08, welchen die Mannschaft mit 4:3 besiegte. In der letzten Qualifikationsrunde traf die Mannschaft auf den 1. Suhler SV und qualifizierte sich durch einen 4:2-Sieg für den DFB-Pokal. Trotz der Qualifikation nahm der SV Chemie Guben nicht am DFB-Pokal teil.
Zudem trat die Mannschaft aus Guben nicht in der Oberliga Nordost an und die Fußballabteilung verschwand danach recht schnell in der Versenkung und spielte seitdem auf Landesebene. Im Jahr 2003 fusionierte die Fußballabteilung mit dem ESV Lok Guben und gründete den 1. FC Guben neu. Derzeitige Spielklasse ist die siebtklassige Landesliga Brandenburg in der Staffel Süd.
Statistik
- Teilnahme DDR-Liga: 1990/91
- Ewige Tabelle der DDR-Liga: Rang 104 (gemeinsam mit BSG Chemie Guben)

### Schach
In der letzten DDR-Spielzeit qualifizierte sich die Abteilung Schach des SV Chemie Guben für die neugegründete Frauen-Schachbundesliga. In der Saison 1991/92 stieg die Mannschaft als Vorletzte aus der Bundesliga ab. Die Abteilung stieg zur Saison 1996/97 in die Schachbundesliga auf. Als Tabellenletzter stieg die Mannschaft sofort wieder ab. Der erneute Aufstieg erfolgte in der Saison 1998/99 und in der Saison 1999/2000 konnte die Mannschaft des SV Chemie Guben erneut nicht den Klassenerhalt in der Schachbundesliga erreichen.
Erst in der Spielzeit 2009/10 konnte sich die Abteilung erneut für die Schachbundesliga qualifizieren. Als Aufsteiger erreichten die Frauen vom SV Chemie Guben in der Spielzeit 2010/11 den vierten Platz und sicherten den Verbleib in der ersten Bundesliga. In der darauffolgenden Saison konnte die Abteilung nicht an den Erfolg der Vorsaison anknüpfen und konnte als Neunter knapp den Klassenerhalt feiern. In der Spielzeit 2012/13 hielt der Abwärtstrend an und die Abteilung musste als Vorletzter aus der Schachbundesliga absteigen.
Bekannte Schachspielerinnen des Vereins sind zum Beispiel die beiden Polinnen Anna Fojudzka, Barbara Jaracz und Joanna Majdan. Zudem spielte die Ukrainerin Jewhenija Doluchanowa für den SV Chemie Guben.

## Statistik
- Teilnahme DDR-Liga: 1990/91
- Ewige Tabelle der DDR-Liga: Rang 104 (gemeinsam mit BSG Chemie Guben)